# Juan Díaz de Solís
Juan Pedro Díaz de Solís (Lebrija, España, c. 1470 – Punta Gorda, actual Uruguay, 20 de enero de 1516) fue un navegante y explorador castellano , considerado como el primer europeo en llegar al Río de la Plata.

## Biografía

### Orígenes
Juan Pedro Díaz de Solís nació alrededor de 1470. Las fuentes divergen acerca de su lugar de nacimiento, a tal punto que no se ponen de acuerdo ni siquiera en su país de origen. Pudo haber sido portugués, nacido en São Pedro de Solis (Alentejo), o español, de Lebrija (Sevilla). Si en verdad había nacido en Portugal, podría tener orígenes castellanos u orígenes portugueses. Los defensores de ambas tesis coinciden, no obstante, en el origen asturiano de sus antepasados, que se habrían desplazado al sur con el avance de la Reconquista.

### Primeros viajes
Aunque se le ha atribuido un primer viaje a las Indias junto a Vicente Yáñez Pinzón en 1497, este ha quedado descartado por la historiografía reciente. Igual sucede con un hipotético desembarco en Yucatán junto a Yáñez Pinzón en 1506 o 1507, aunque ha sido igualmente descartado.
El contacto con Yáñez Pinzón se realiza en la Junta de Navegantes celebrada en Burgos en 1508, a la que acudieron otros grandes marinos del momento como Juan de la Cosa y Américo Vespucio y en la que se crea el cargo de piloto mayor, que recae en este último, y se decide lanzar una expedición con el fin de buscar el paso hacia el Mar del Sur y las Islas Molucas.
Pasaron parte del tiempo explorando el mar Caribe desde el golfo de Paria (Venezuela) hasta la costa nicaragüense en la zona de Veragua. Al no encontrar el paso buscado, rodean la península de Yucatán y se adentran en el golfo de México hasta los 23,5.º de latitud norte, protagonizando uno de los primeros contactos con la civilización azteca. Yáñez y Díaz regresaron a España en 1509, con dos meses de diferencia, pero una grave disputa entre ellos terminó con Solís en la prisión. Sin embargo, los magistrados estimaron que tenía la razón, y lo liberaron en 1511.

### Piloto mayor y estancia en Lepe
El navegante consiguió hacerse amigo del rey Fernando «el Católico», el cual, por su capacidad y pericia como marino, lo nombró piloto mayor de la Casa de la Contratación, a la muerte del célebre Américo Vespucio (febrero de 1512).
Hay constancia de su vecindad en la villa onubense de Lepe ya en 1508, durante la celebración de la Junta de Navegantes, y nuevamente en 1512 tras su nombramiento como piloto mayor. Allí se casó con Ana de Torres, natural de Lepe, en la parroquia de Santo Domingo y tuvo un hijo llamado Diego, que fue bautizado en Lepe el 7 de marzo de 1513. El hermano de Ana, Francisco de Torres, embarcó con Juan Díaz en la Expedición de Solís al Río de la Plata.

### Viaje al Río de la Plata
El 14 de noviembre de 1514 Díaz de Solís capituló con el rey Fernando II para que:

... fuera con tres navios á espaldas de la tierra, donde ahora está Pedro Arias, mi capitán general gobernador de Castilla del Oro, y de allí adelante, ir descubriendo por las dichas espaldas de Castilla del Oro mil setecientas leguas o más si pudiereis, contando desde la raya ó demarcación que vá por la punta de la dicha Castilla del Oro adelante, de lo que no se ha descubierto hasta ahora, sin tocar en tierra de Portugal, debiendo salir en Setiembre de 1515, hacer el viaje en secreto como que no es de mandato real, y al llegar á espaldas de Castilla del Oro, enviar un mensajero con cartas para hacer saber al rey, lo que descubriese y carta de la costa, y lo mismo á Pedrarias, y si halla camino ó abertura de Castilla del Oro á Cuba, avise esto inmediatamente.
Capitulación de Solís en 1514.

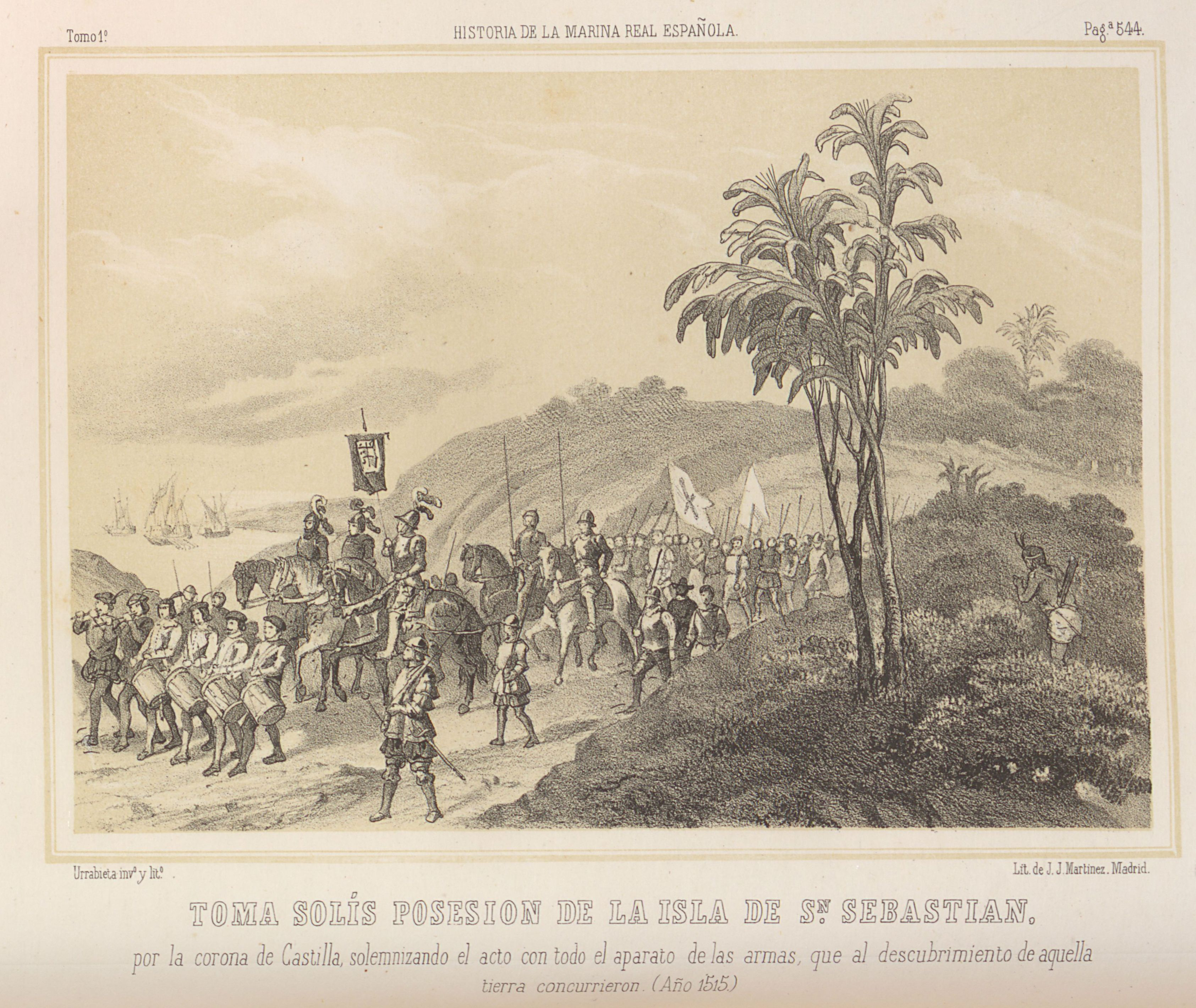
Toma de posesión por Solís de la isla de San Sebastián para la Corona de Castilla (1515). Litografía de Vicente Urrabieta publicada en Historia de la Marina Real Española (1849-1854)

La expedición, que fue preparada en secreto en Lepe con 4000 ducados, estaba equipada con tres pequeñas carabelas y setenta marineros. El monopolio del comercio con Oriente estaba en manos de la Corona portuguesa, que temía perderlo en favor de los españoles y por ese motivo desarrollaba una ingente tarea de espionaje en todos los puertos que su rival pudiera utilizar para enviar expediciones.
Descubierta la proximidad de la partida de Díaz de Solís, los portugueses intentaron sabotear los tres barcos, lo que falló. No pudieron, por ende, impedir la partida del explorador desde el puerto de Sanlúcar de Barrameda el 8 de octubre de 1515. Juan Díaz emprendió su último viaje en la búsqueda del pasaje transoceánico. En caso de encontrarlo, planeaba atravesar el Pacífico hasta alcanzar el Extremo Oriente.
Habiendo llegado a la costa del Brasil, Díaz de Solís navegó lentamente hacia el sur a la vista de tierra descubriendo la bahía de Babitonga (noreste del actual estado de Santa Catarina), bahía en la cual encontró un puerto al cual llamó de San Francisco, pasó por la isla de Santa Catarina, prosiguió explorando la costa hoy riograndense y la uruguaya alcanzando Punta del Este el 20 de enero de 1516. Allí tomó posesión de la tierra en nombre del rey de España, llamando al lugar «Puerto de Nuestra Señora de la Candelaria». Así ingresó en el Río de la Plata, una enorme extensión de agua dulce que configura el estuario de los ríos Paraná y Uruguay. Confundiéndolo con un brazo de mar de salinidad inexplicablemente baja, Díaz de Solís lo bautizó, precisamente, «mar Dulce», y pudo penetrar en él gracias al escaso calado de sus tres carabelas.

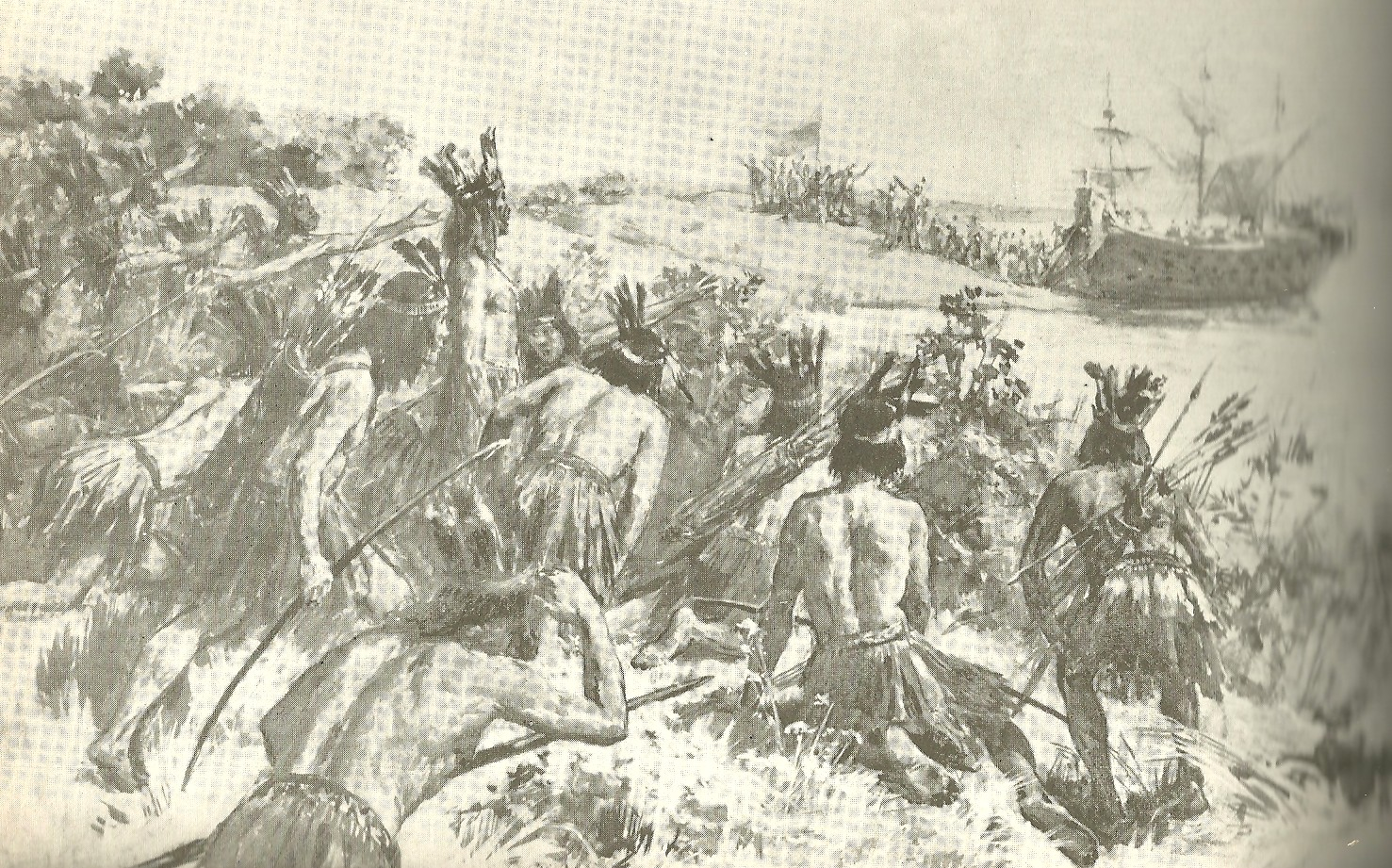
Desembarco de Juan Díaz de Solís en las costas de la Banda Oriental (actual Uruguay).

Díaz de Solís se adentró en el estuario con una carabela e hizo escala en la isla Martín García, que bautizó así porque allí tuvo que sepultar al despensero de ese nombre, fallecido a bordo de la carabela.
Viendo indígenas en la costa oriental, Díaz de Solís desembarcó con algunos de sus tripulantes (entre ellos Pedro de Alarcón y Francisco Marquina) en un paraje entre Martín Chico y la actual Punta Gorda, o en alguna isla situada frente a esa costa coloniense. Solís y los suyos fueron atacados y muertos por un grupo de indígenas, que algunos autores identificaron como charrúas debido a la ubicación geográfica y a la reconocida ferocidad de la etnia.[cita requerida] El resto de los marinos que observaban impotentes desde la borda de sus embarcaciones, fondeadas a tiro de piedra de la costa, luego informaron que los cuerpos fueron asados y devorados por los indígenas.[cita requerida] Esta versión no comprobada de un acto de antropofagia ha sido puesta muy en duda por los historiadores y prevalece la idea de que fue una excusa esgrimida por parte de los marineros por haber huido sin rescatar a los atacados.[cita requerida] En todo caso, la etnia geográficamente más o menos próxima a la zona y que se sabe que practicaba antropofagia era la de los guaraníes aunque siempre en rituales y ceremonias muy puntuales, no en ataques abiertos y salvajes como el descrito por los navegantes.[cita requerida]
Los sobrevivientes, confundidos al haber perdido a su líder, y tomando el mando Francisco de Torres, cuñado de Solís, regresaron inmediatamente al cabo de San Agustín, en donde recogieron palo brasil y retornaron a España, arribando el 4 de septiembre de 1516. Desde entonces el estuario del Río de la Plata fue conocido en España como Río de Solís.

## Conmemoración

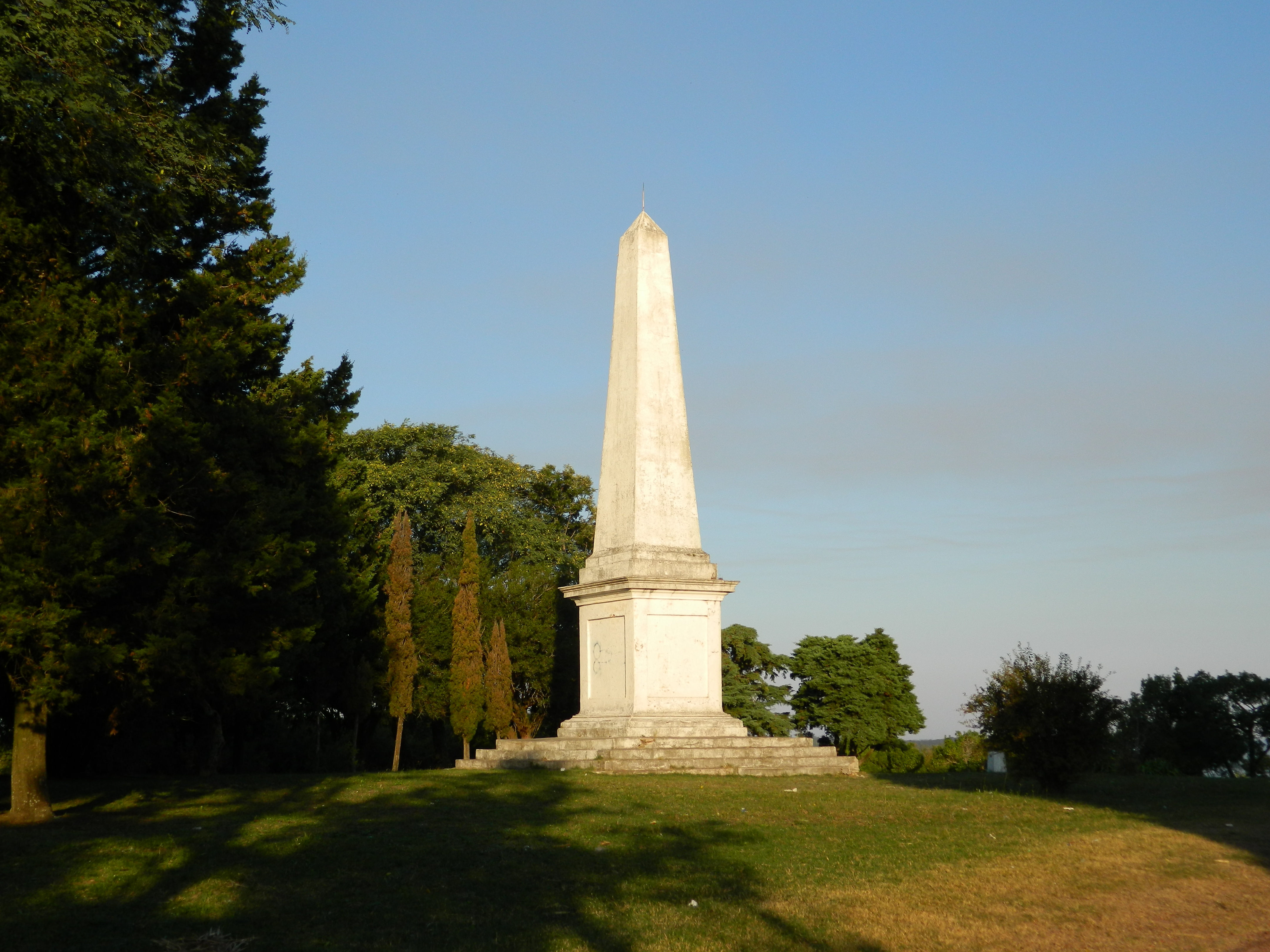
Obelisco a Juan Díaz de Solís. En el departamento de Colonia, Uruguay.

En 2016, conmemorando los 500 años, se recreó en la playa Mansa el desembarco del navegante Juan Díaz de Solís, ocurrido el 2 de febrero de 1516.
En su pueblo natal se formó en su honor la Juventud Antoniana.